# Новая американская кухня
Новая американская кухня (англ. New American cuisine) — также известная как современная американская кухня.
Contemporary American cuisine, волна модернизированной кулинарии, зародившаяся в 1970-х годах и развившаяся в 1980-х, которая преимущественно подаётся в высококлассных ресторанах изысканной кухни в Соединённых Штатах.
Новая американская кухня, как правило, является разновидностью кухни фьюжн, которая сочетает в себе различные элементы ряда традиционных кухонь. Традиционные американские рецепты соединяются с зарубежными, а иногда и с технологиями современной кулинарии, такой как, например, молекулярная кухня. В основном в рецептах Новой американской кухни внимание уделяется местным и сезонным фермерским продуктам. Также НАК отличается инновационным использованием приправ и соусов.

## История

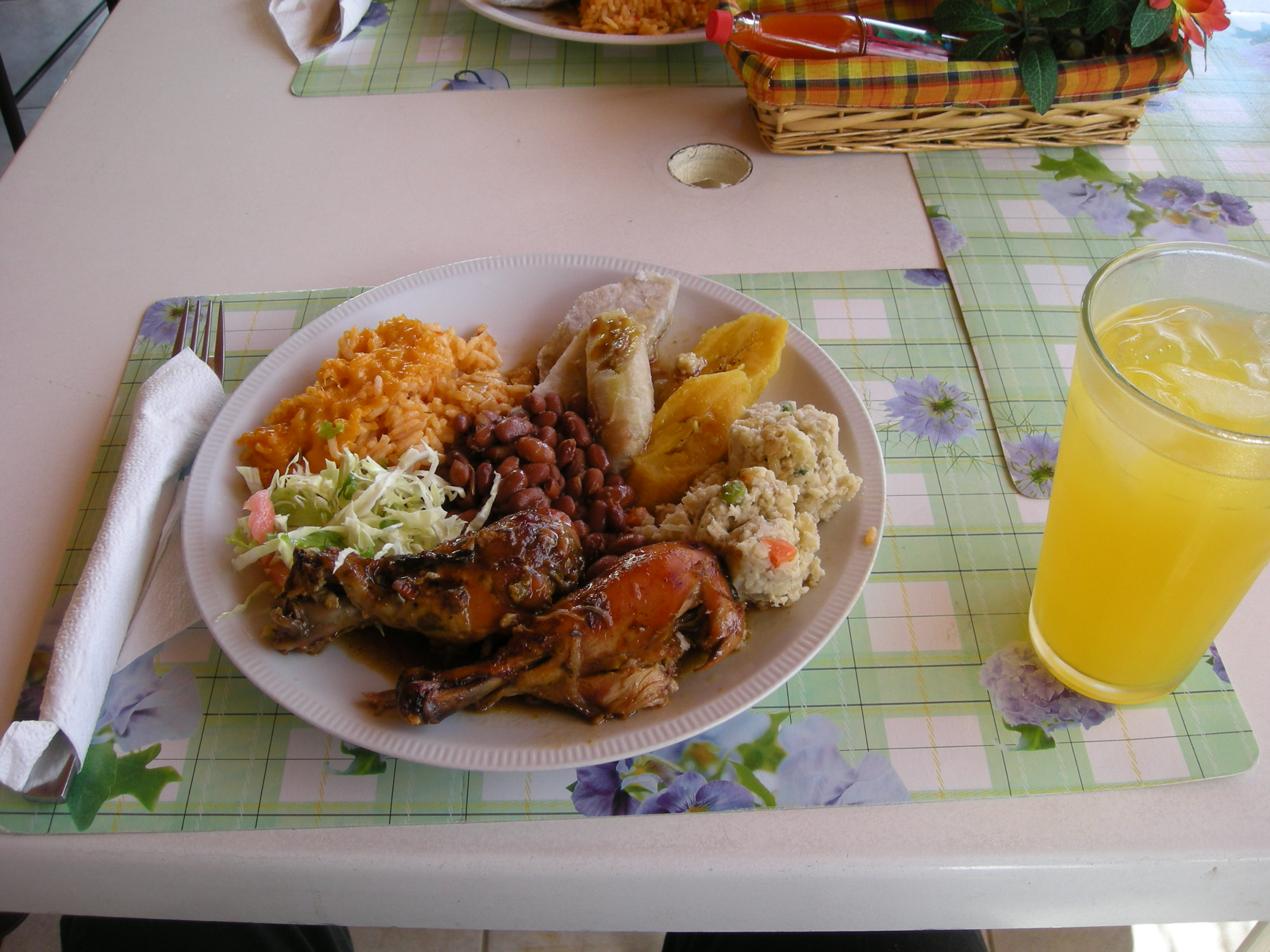
Блюдо креольской кухни

Одним из главных штатов развития НАК стала Калифорния, где в 1970-х в ресторане Chez Panisse (шеф-повар Элис Уотерс) появился этот термин. Однако в те времена меню ресторана ещё не было тем, что традиционно принято считать Новой Американской кухней — оно не сочетало ингредиенты и блюда разных стран и культур. В центре внимания были именно местные фермерские ингредиенты и простота блюд.
Уже в 1984 году Джеремайя Тауэр, новый шеф-повар Chez Panisse, подхватил то, что делала Уотерс, и дал новую жизнь ресторанному меню. Его кулинария вышла за пределы классической американской кулинарии благодаря добавлению экзотических новых ингредиентов, таких как, например, имбирный крем. Активное распространение НАК получила в 1980-90-х годах различными знаменитыми шеф-поварами, включая Вольфганга Пака, Джеремайи Тауэра, Элис Уотерс и Джонатана Ваксмана. Первоначально основанная на французской и традиционной американской кухне, Новая Американская кухня с тех пор расширилась, включая в себя элементы средиземноморской, латиноамериканской, азиатской и других кухонь.
В настоящее время НАК имеет два направления: экспериментальные меню в ресторанах высокой кухни и меню, эксплуатирующие основные приемы НАК, такие как, сочетание несочетаемых ингредиентов. Ресторанные критики научились определять рестораны Новой Американской кухни по ряду характерных примет: что-то новое в приготовлении классических фаршированных яиц; самодельный айоли (чесночный соус) и кетчуп домашнего приготовления; трудно определить, из какой кухни составлено меню, но по версии шеф-поваров, оно «вдохновлено кухней мира». В целом, New American сейчас — это сложный термин для определения современной американской кухни, и он стал известен «как избитыми кулинарными приёмами, так и по-настоящему необычными блюдами». К 2023 году, по мнению критиков, термин требует переосмысления и обновления.

## Критика

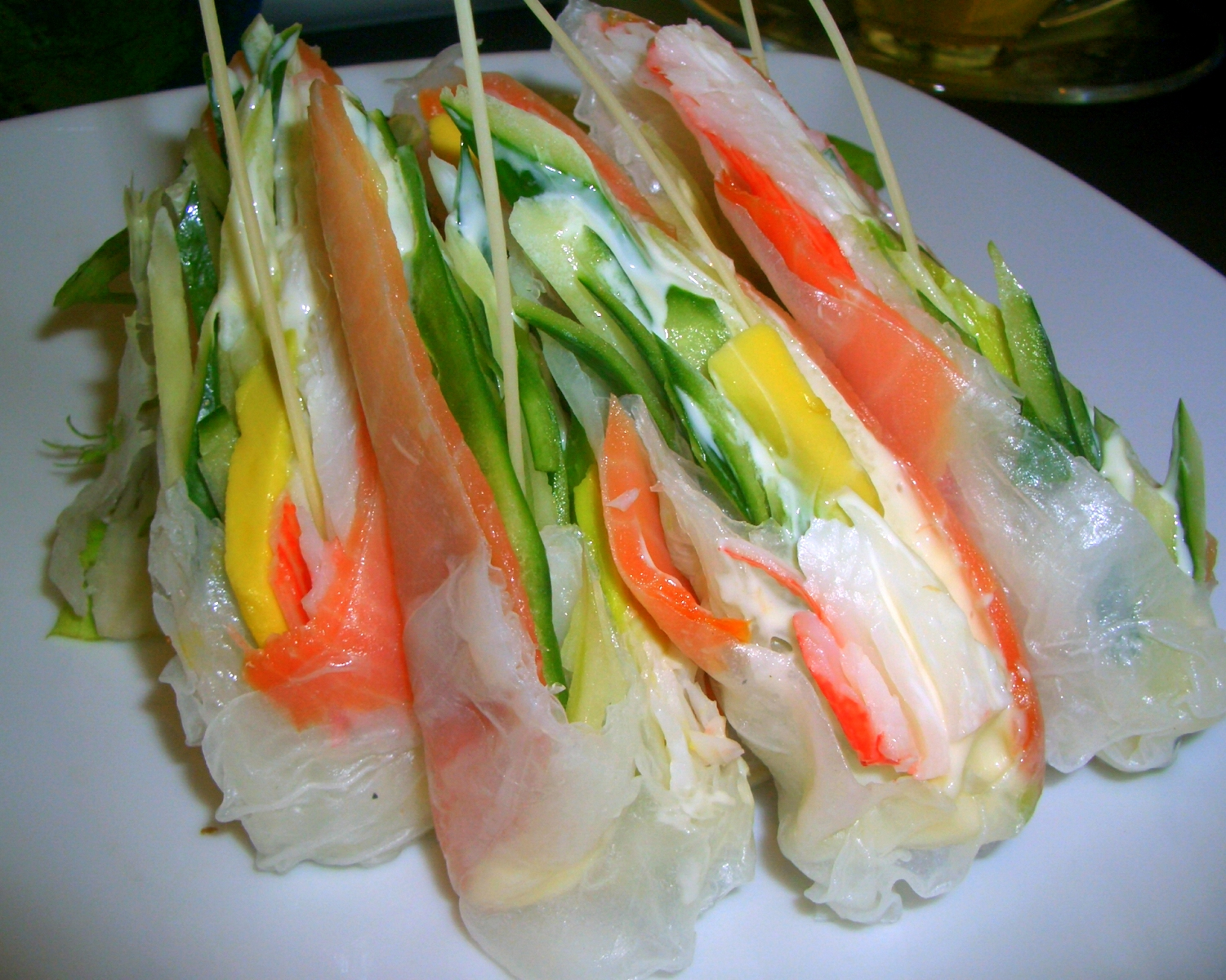
Пример блюда фьюжн: сочетание копчёного лосося, завернутого в рисовую бумагу, с авокадо, огурцом и крабовыми палочками

Само понятие не принято однозначно и некоторые кулинарные критики до сих пор спорят об этом, говоря, что «Новая американская кухня — общий термин для любой кухни, которая не поддается категоризации». Также обозреватели критикуют модные рестораны за то, что распространенная в НАК, так называемая, «иностранная» еда используется в качестве дешевого маркетинга, в попытке завлечь посетителей чем-то экзотическим, чтобы привычные блюда казались кулинарным ноу-хау. Как и фьюжн, New American — это ярлык, используемый не только для описания явления, но и для иронии над тем или иным ресторанным меню высокой кухни.
Более того, термин НАК критикуют за неопределенность расовых и этнических границ. Как правило, большая часть представителей НАК — это «белые» американцы, за исключением известных шеф-поваров, таких как Рой Ямагучи, пионера аутентичной азиатской кухни фьюжн. Также критиками поднимается вопрос о том, кому можно называть свое меню «американским» и кто его целевая аудитория. Сам Пак говорит, что понял, что его второй ресторан Chinois действительно стал «новым американским», когда Элизабет Тейлор, Мадонна и Уоррен Битти начали там есть. По его мнению голливудские звезды являются барометром «культурного аппетита» к тому, что считается новым.
После расового скандала 2020 года термин НАК также подвергся критике. В конце XX и начале XXI веков термин предполагал, что смотрит вперед и является прогрессивным, но в настоящее время меню НАК «оглядываются назад», во времена, когда предполагалось, что по умолчанию в Америке было традиционное «белое» меню и все новое в New American было новым для большинства в стране. В те времена, когда шеф-повара добавляли азиатские ингредиенты в свое меню и это казалось смелым. Что уже давно не так. Кимчи, сумах, карри, лемонграсс, рыбный соус — ингредиенты, которые сейчас настолько обычны, что их можно найти в кулинарных программах для широкой аудитории, таких как America’s Test Kitchen и Cook’s Country на PBS.

## Новая Американская кухня в России
В Москве Олег Крымасов, совладелец Kodo и La Bella Societa, открыл ресторан Новой Американской кухни Rake (в переводе с английского значит «повеса»). Меню ресторана включает 80 блюд. Например, классический американский рецепт: вальдорфский салат из кисло-сладких яблок, сельдерея и грецких орехов с майонезом, классический американский чизбургер, кальмары «salt & pepper» — классический рецепт из Чайна-тауна. Также в меню представлены авторские блюда, например, грибной мусс в форме белого гриба в глазури из портвейна и взвара из японского гриба шиитаке со сливками; тыквенный суп, который подают со сметаной из кокосового молока для придачи блюду азиатского вкуса.